# Gabriel Pita da Veiga y Sanz
Gabriel Pita da Veiga y Sanz (Ferrol, La Corunya, 31 de gener de 1909 - Madrid, 8 de maig de 1993) va ser un marí espanyol i ministre de Marina en el període 1973-1977.

## Biografia
Gabriel Pita da Veiga va ingressar a l'Escola Naval Militar en 1924 i va obtenir l'ocupació d'alferes de navili en 1929, amb el qual al març de 1930, va ser destinat al creuer Victoria Eugenia. Una vegada finalitzada la Guerra Civil, en la qual va combatre en el bàndol revoltat, va tenir el comandament de diversos vaixells de guerra i en 1967 va ser nomenat contraalmirall, i amb aquesta graduació va ser cap de la Divisió Orgànica de l'Estat Major de l'Armada i segon cap d'aquest Estat Major (1969).
Vicealmirall en 1970, va prendre el comandament de la Comandància General de la Flota a l'any següent. És nomenat almirall al juny de 1972 i, el 8 de juliol d'aquest mateix any, Cap d'Estat Major de l'Armada, la qual cosa suposava la culminació de la seva carrera professional. No obstant això, al juny de 1973, el president del Govern, Luis Carrero Blanco, el va proposar al general Francisco Franco com a ministre de Marina, càrrec que va assumir immediatament.
Després de l'atemptat que va provocar la mort de Carrero Blanco al desembre de 1973, Pita da Veiga va ser confirmat en el seu càrrec ministerial amb el nou cap de Govern, Carlos Arias Navarro, i després amb Adolfo Suárez, una vegada mort Franco.
Al març de 1974, va acudir a Brasília a la presa de possessió d'Ernesto Geisel com a president de Brasil en qualitat d'ambaixador extraordinari. Per designació directa de Franco, va ser designat l'1 de setembre de 1974 Conseller nacional del Movimiento.
Es va mantenir en el seu càrrec de ministre de marina durant els primers anys de l'anomenada Transició Democràtica com a representant de la línia franquista més ortodoxa, enfront dels esforços del tinent general Manuel Gutiérrez Mellado per convèncer a les jerarquies castrenses de la necessitat d'introduir canvis democratitzadors en la vida nacional. Quan el 9 d'abril de 1977 el president del Govern, Adolfo Suárez, va legalitzar per sorpresa el Partit Comunista d'Espanya, l'almirall Pita da Veiga va presentar la seva dimissió, evidenciant així la seva total discrepància amb la mesura. Va passar a la reserva el 2 de febrer de 1979
Després de la seva renúncia, es va mantenir totalment allunyat de la política fins a la seva mort, que va tenir lloc el 8 de maig de 1993.